# 作用素をもつ群
作用素をもつ群（さようそをもつぐん、英: group with operators、仏: groupe à opérateurs）または作用域（英: operator domain）を持つ群とは、1920年代にエミー・ネーターやヴォルフガング・クルルによって研究されはじめた群の一般化であり、群自己準同型からなる集合をもつ群のことである。現代的にはΩ群（英: Ω-group）と言う。群作用（英: group action）やω群（対象が一つの∞亜群）と混同しないように注意する必要がある。

## 定義
集合 Ω の作用素をもつ群 (G, Ω) は、群 G とその上の写像
{\displaystyle \omega \colon G\to G}
で群の演算に対して分配的であるようなものからなる族 Ω を合わせて考えたものである。このとき Ω を作用域といい、その元を G 上の作用素という。
変換 ω による群 G の元 g の像を gω と書けば、作用の分配性は
{\displaystyle (gh)^{\omega }=g^{\omega }h^{\omega }\quad (\forall \omega \in \Omega ,\forall g,h\in G)}
と表せる。また、G の部分群 S が Ω の作用に関する固有部分群もしくは安定部分群 (stable subgroup)あるいは Ω-不変部分群または簡単に Ω-部分群であるとは、
{\displaystyle s^{\omega }\in S\quad (\forall s\in S,\forall \omega \in \Omega )}
が成り立つときに言う。

## 注意
作用素をもつ群を圏論の言葉を用いて言い換えれば、M を単一対象圏とするときの函手圏 GrpM の対象である。ここに Grp は群の圏を表す。
作用素を持つ群は、G の群自己準同型全体の成す集合 Endgrp(G) を用いれば、写像
{\displaystyle \Omega \to \operatorname {End} _{\text{grp}}(G)}
としても捉えることができる。

## 例
- 任意の群 G は自明な作用素をもつ群 (G, ∅) とみなせる。
- R-加群 M は作用域 R のスカラー乗法による作用素をもつ群 M である。より具体的に任意のベクトル空間は作用素をもつ群である。

## 応用
群に対するジョルダン・ヘルダーの定理は作用素をもつ群の文脈で考えても成立する。群が組成列をもつという仮定は位相幾何学におけるコンパクト性に似て、しばしば強すぎる条件を与える。コンパクト性の代わりに相対コンパクト性を考えるほうが自然であることがよくあるのと同様に、組成列についても各正規部分群が考えている群の作用域 X に対して相対的な作用部分群となっているものだけを考える。